# Otávio Augusto Teixeira Mendes
Octavio Augusto Teixeira Mendes  (Piracicaba, 21 de junho de 1907 - São Paulo, 17 de outubro de 1988) foi um engenheiro agrônomo e arquiteto paisagista brasileiro.

## Biografia
Filho de uma das famílias fundadoras e principais frequentadoras da Escola Superior de Agronomia Luiz de Queiroz (ESALQ-USP), Augusto, era pianista por vocação, cursou a faculdade de agronomia a pedido de seu pai, o engenheiro mecânico Octavio Teixeira Mendes, como a maioria de seus irmãos o fez. Seguiu carreira no Instituto Florestal do Estado de São Paulo, estando à frente de inúmeros projetos de extrema relevância ainda hoje na área ambiental, entre eles a criação do Parque Turístico da Cantareira, por cuja implantação lutou arduamente.
Sua vocação artística, sempre expressou na música, que nunca abandonou, o levou em 1950 a um mestrado em paisagismo pela Universidade de Columbia, em Nova York, na época presidida pelo próprio Dwight Eisenhower. De volta ao Brasil, reassume a chefia do Serviço Florestal do Estado, órgão que foi o precursor da maioria das iniciativas ambientais no país. Entre os maiores expoentes do legado de Otávio Augusto Teixeira Mendes estão o Parque do Ibirapuera, criado para as comemorações do Quarto Centenário da Cidade de São Paulo e cujo projeto inicialmente fora encomendado a Burle Marx, além da Fundação Maria Luisa e Oscar Americano, no bairro do Morumbi, em São Paulo, uma verdadeira obra prima do moderno paisagismo brasileiro, recentemente restaurada e aberta à visitação pública.
Motivos políticos afastaram Teixeira Mendes do serviço público no final da vida e ele se recolheu ao seu apartamento no Largo do Arouche, onde passou os últimos anos dedicando-se à música e aos poucos amigos íntimos. Lamentou ver o Parque do Ibirapuera ser gradeado e perder parte de sua área para a construção da Assembleia Legislativa durante a gestão do prefeito Faria Lima. E, mais ainda, lamentou ver até o fim de seus dias o nome de Burle Marx associado ao seu mais famoso projeto. 